# Ailuroedus buccoides
Ailuroedus buccoides, conocida por sus nombres comunes de pájaro gato blanco, pergolero blanco, maullador cariblanco  y capulinero de orejas blancas, es una especie de ave de la familia Ptilonorhynchidae.

## Hábitat
Su hábitat natural son los bosque secos tropicales o subtropicales, y los bosques húmedos tropicales.

## Conservación
Es considerada como común en al menos partes de su hábitat, que cubre entre 100.000 y 1.000.000 kilómetros cuadrados, y su población se mantiene estable, por lo que no califica para ser una especie en peligro.